# Astro Robot contatto ypsylon/Quattro supereroi
Astro Robot contatto ypsylon/Quattro supereroi  è un singolo discografico del gruppo Gli Ypsilon, pubblicato nel 1980. 
Il brano Astro Robot contatto ypsylon era la sigla dell'anime Astrorobot contatto Ypsilon, scritto da Luigi Albertelli su musica e arrangiamento di Vince Tempera. 
Il brano è interpretato da Silvio Pozzoli, con il contributo di Moreno Ferrara nel parlato della canzone (non c'è forza nella galassia...). 
Il brano è ispirato alla canzone dei Boney M.  Nightflight to Venus, contenuta nell'album omonimo.
Nell'incisione su disco manca una parte presente nella versione usata come sigla . 
Le note del tondino riportano erroneamente il titolo della serie Astro Robot contatto ypsilon come Astro Robot contatto ypsylon. 
Quattro supereroi è il lato B del disco, brano ispirato alla serie, scritto da Luigi Albertelli e Bruno Tibaldi su musica e arrangiamento di Vince Tempera.

## Edizioni
Entrambi i brani sono stati inseriti nella compilation Supersigle TV vol. 5 e in numerose raccolte.

## Tracce
Lato A
- Astro Robot contatto ypsylon - (Luigi Albertelli-Vince Tempera)

Lato B
- Quattro supereroi - (Luigi Albertelli-Bruno Tibaldi-Vince Tempera)